# Csajág
Csajág est un village et une commune du comitat de Veszprém en Hongrie.